# Ivar Eriksson
Ivar Eriksson (* 25. Dezember 1909; † 12. April 1997) war ein schwedischer Fußballnationalspieler.

## Laufbahn
Eriksson spielte für Sandvikens IF in der Allsvenskan. Außerdem war er schwedischer Nationalspieler. Er nahm am 21. November 1937 am WM-Qualifikationsspiel gegen Deutschland in Hamburg teil, das Schweden mit 0:5 verlor.
Für die Blågult nahm er an der Weltmeisterschaft 1938 teil. Er bildete zusammen mit seinem Vereinskameraden Olle Källgren im Viertel- und Halbfinale die Abwehrreihe, im Spiel um den dritten Platz gegen Brasilien spielte Erik Nilsson an seiner Seite.